# Escola romana

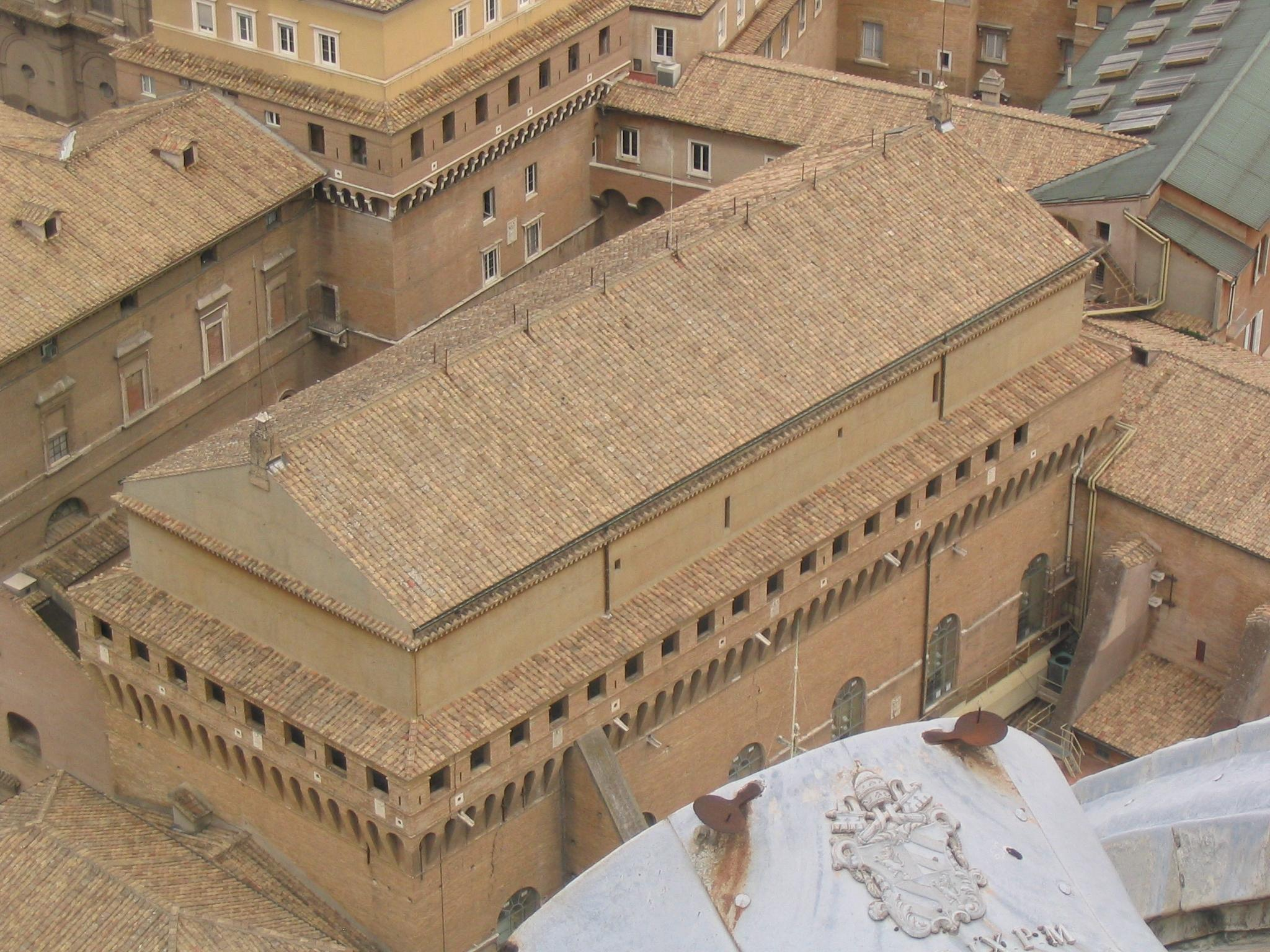
Escola romana

Para informação a respeito do ensino na Roma Antiga, veja Educação na Roma Antiga.
Na história da música, a Escola Romana era um grupo de compositores predominantemente de música sacra, em Roma, durante os séculos XVI e XVII, portanto abrangendo o fim da renascença e o começo da era barroca. A expressão também se refere à música que essa escola produziu. Muitos dos compositores tinham uma conexão direta com a Santa Sé e a capela papal, apesar de trabalharem em várias igrejas; estilisticamente esses compositores contrastavam com frequência da escola veneziana, um movimento concorrente muito mais progressista. De longe o compositor mais famoso da escola romana é Giovanni Pierluigi da Palestrina, cujo nome tem sido associado por quatro séculos com uma suava e cristalina perfeição polifônica. No entanto, também havia outros compositores trabalhando em Roma que utilizavam estilos e formas variados.

## Compositores
Membros da escola romana, inclusive alguns que estiveram ativos em Roma durante apenas parte de sua carreira:
- Giovanni Pierluigi da Palestrina (c1525–1594)
- Giovanni Animuccia (c1520–1571)
- Felice Anerio (c1564–1614)
- Giovanni Francesco Anerio (c1567–1630) (Irmão mais novo de Felice)
- Gregorio Allegri (1582–1652) (Compositor do famoso Miserere)
- Paolo Bellasio (1554–1594)
- Antonio Cifra (1584–1629)
- Domenico Allegri (c1585–1629)
- Marc'Antonio Ingegneri (c1545–1592)
- Giovanni Maria Nanino (1543–1607)
- Emilio de' Cavalieri (c1560–1602)
- Annibale Stabile (c1535–1595)
- Giovanni Dragoni (c1540–1598)
- Francesco Soriano (c1548–1621)
- Paolo Quagliati (c1555–1628)
- Ruggiero Giovannelli (c1560–1625)
- Giovanni Bernardino Nanino (1560–1623)
- Stefano Landi (1586 or 1587–1639)
- Virgilio Mazzocchi (1597–1646)
- Francesco Foggia (1604–1688)
- Annibale Zoilo (c1537–1592)
- Bartolomeo Roy (c1530–1599)
- Giovanni de Macque (c1550–1614)
- Johannes Matelart (before 1538–1607)
- Rinaldo del Mel (c1554–1598)
- Giacomo Carissimi (1605-1674)